# ナマポ (オートバイメーカー)
ナマポ (Namapo) は、かつてのドイツ国に存在したオートバイメーカー・ブランド。「ポーランド・シュチェチンのベルンハルト・ナーゲル機械およびエンジン工場」（Bernhard NAgel, MAschinen- und Motorenfabrik, Stettin, POlen、Bernhard NAgel, MAchine and Engine Factory, Szczecin, POland）の略称であったと推測されている。
1921年から1924年まで当時のドイツ国内で147ccのクリップオンモーターを発売していた。独自のサイドバルブエンジンを搭載した147ccと197ccのオートバイも開発していた。